# لمحة حب (مسلسل)
لمحة حب مسلسل لبناني من بطولة فيفيان انطونيوس وبديع أبو شقرا وإنتاج سنة 2002. تم عرض المسلسل على قناة الفضائية اللبنانية في بداية عام 2003 بالرغم كون التصوير قد انتهى قبل ذلك بثلاث سنوات.

## موضوع القصة
فكرة المسلسل تتمحور حول انتقام جاد(بديع) من والد نور (فيفيان) لأنه يقوم بسجنه ووبعد ذلك يموت والده العم عيد صفراوي من الصدمة فيقرر الانتقام. فيقوم جاد(بديع) بمحاولة التعرف على نور(فيفيان) وعن طريقها يود الانتقام ثم يغرمان ببعض وفي ليلة زفافهما يخبرها بكل شيء ويخبرها بأنه يكرها
وبعد ذلك يكتشف جاد(بديع) العكس بأنه لا يكره نور(فيفان) لأن تتوضح امور أخرى امام عينه بل يحبها أكثر ويحاول أن يرجع علاقتهما وفي النهاية يتم الصلح بين جميع افراد العائلة.
وبعد ذلك يكتشف ان صديقه الحميم نسيم(تومي مقدسي) هو الذي قام بسجنه وليس والد نور(فيفيان)وينتهي المسلسل بتوافق العائلتان وسجن نسيم على فعلته...